# Serie A2 (basquetebol feminino)
A Serie A2 é a segunda divisão do basquetebol feminino na Itália. Ela surgiu junto com a Serie A1 em 1980–81.

## Fórmula
Segundo regulamento, na temporada 2017–18 as 31 equipes participantes são divididas em dois grupos de 16 e 15 equipes de acordo com sua posição geográfica. Uma primeira fase é disputados com partidas de ida e volta.
Ao término da primeira fase, a primeira equipe de cada grupo é promovida na Série A1, as equipes classificadas de segundo a nono em cada grupo disputam os play-offs para determinar mais uma equipe promovida a Série A1.
As equipes classificadas do 14.º ao 15.º lugar jogam os play-outs que determinam dois rebaixamentos para Serie B. O 16.º e último classificado é rebaixado automaticamente para Série B.